# Charles Picard (archéologue)
Cet article concerne l'archéologue. Pour l'homme politique, voir Charles Picard.
Pour les articles homonymes, voir Picard (homonymie).
Charles Picard, né le 7 juin 1883 à Arnay-le-Duc et mort le 15 décembre 1965 à Paris, est un historien et archéologue français spécialiste de la Grèce antique.

## Biographie

### Études
Charles Picard fréquente les lycées de Poitiers, Niort et Louis-le-Grand, et obtient un baccalauréat ès lettres. Il est reçu en 1904 à l'École normale supérieure. Il obtient une licence ès lettres en 1905, et est agrégé des lettres en 1908. Il intègre l'EPHE en 1908 et accède au statut de docteur ès lettres en 1922.

### Carrière
Il est directeur de l'École française d'Athènes dans les années 1920. Professeur d'archéologie classique à la Faculté des lettres de Paris de 1934 à 1955, il est directeur de l'Institut d'art et d'archéologie de 1937 à 1961. 
L'œuvre principale de Charles Picard est le Manuel d'archéologie grecque : la sculpture, vol. I (VIIe – VIe siècle av. J.-C.), publié en 1935. Il complète le second fascicule du volume IV (IVe siècle av. J.-C.) en 1963. Charles Picard est élu membre de l'Académie des inscriptions et belles-lettres en 1932.
Outre ses activités universitaires, Charles Picard est à l'initiative de nombreuses missions et conférences à l'étranger (Gand, Prague, Amsterdam, Brésil, visiting lecturer à l'Institut d'art de l'Université de New York). Il intervient en qualité d'inspecteur des travaux archéologiques au Maroc et dans le midi de la France. Il contribue à de nombreuses revues scientifiques (plus de 1 500 articles). Il est également directeur des Antiquités pour la circonscription de Paris-Sud, et directeur de la Revue Archéologique (1934-1965). Enfin, il est membre du conseil d'administration des Presses universitaires de France et président du Prix Pelliot. En 1954, il critique vivement dans la Revue Archéologique , la tenue historique des Mémoires d'Hadrien, de Marguerite Yourcenar.

### Famille
Epoux de Marie-Thérèse Schmitter (1896-1974), son fils Gilbert Charles-Picard est un éminent spécialiste de l'Afrique romaine. Son petit-fils Olivier Picard est également helléniste et membre de l'Académie des inscriptions et belles-lettres depuis 2009.
Charles Picard est aussi le père de la philosophe et résistante Yvonne Picard née en 1920 et morte en déportation à Auschwitz en 1943. Lorsque la police se présente à son domicile en 1942 pour avoir l'adresse de sa fille il la donne sans s'inquiéter, n'imaginant pas qu'avec sa position sa famille pourrait avoir des problèmes. Il tentera par la suite, vainement, de faire libérer sa fille.

## Publications
- Hippolyte Taine, prix de l'Académie française (1909)
- L'établissement des Poséidoniastes de Bérytos, exploration archéologique de Délos, fascicule VI, thèse complémentaire (1922)
- Ephèse et Claros, recherches sur les sanctuaires et les cultes de l'Ionie du Nord, thèse de doctorat (1922), prix Ambatiélos et prix Zographos
- La sculpture antique I, des origines à Phidias (1923)
- Recherches archéologiques à Stratos d'Acarnanie avec F. Courby (1926)
- La sculpture antique II, de Phidias à l'ère byzantine (1926), prix Fould
- Sculptures grecques de Delphes, avec P. de la Coste-Messelière (1927)
- Fouilles de Delphes, tome IV, sculpture, fascicule 2, art archaïque, les trésors ioniques avec P. de la Coste-Messelière (1928)
- La sculpture grecque à Delphes (1929)
- L'Acropole d'Athènes, l'enceinte, l'entrée, le bastion d'Athéna Niké, les propylées (d°)
- Les origines du polythéisme hellénique, I, l'art crétomycénien (1930)
- La vie privée en Grèce classique (1931)
- L'Acropole d'Athènes, II, le plateau supérieur, l'Erechthéion, les annexes sud (1932)
- Les origines du polythéisme hellénique, II, l'ère homérique (1932)
- Manuel d'archéologie grecque, la sculpture, I, période archaïque (1935) ; II, période classique (1939) ; III, IVe siècle (1948), IV (1963), V, index (1966)
- « Sculpture, statuaire du IVe siècle à la fin de l'ère hellénistique », dans Revue des Études Grecques, janvier-juin 1942, tome 55, fascicule 259-260, p. 109-132, juillet-décembre 1942, tome 55, fascicule 261-263, p. 272-320, janvier-juin 1943, tome 56, fascicule 264-265, p. 169-234, juillet-décembre 1943, tome 56, fascicule 266-268, p. 305-333
- Mana, les religions préhelléniques (1948)
- Les statues ptolémaïques du Sérapeion de Memphis, avec J. Ph. Lauer (1955)
- Études Thasiennes, VIII (1962)
- La vie dans la Grèce classique, n. éd. en Que sais-je, nombreuses rééd. et traductions
- Collaboration à la collection Les sculpteurs célèbres dirigée par P. Francastel ; collaboration à l'Art et l'homme, dirigé par R. Huyghe
- Publications référencées sur la base Persée

## Distinctions
- Commandeur de la Légion d'honneur en 1949[4].